# Коулдуэй, Энтони
Энтони Коулдуэй (англ. Anthony W. Coldeway; 1 августа 1887 — 29 января 1963) — американский сценарист, карьера которого длилась с 1910 по 1954 год. Он родился в Луисвилле, штат Кентукки. В 1929 году на 1-й церемонии вручения «Оскар» он был номинирован за написание лучшего адаптированного сценария за фильм «Славная Бетси».

## Избранная фильмография
- Человек-горилла / The Gorilla Man (1943)
- Остров Дьявола / Devil’s Island (1939)
- Славная Бетси / Glorious Betsy (1928)
- Старый Сан-Франциско / Old San Francisco (1927)
- Кобра / Cobra (1925)
- Когти орла / The Eagle’s Talons (1923)
- Удача Фантома / The Phantom Fortune (1923)
- Следует Орегона / The Oregon Trail (1923)
- Социальный пират / The Social Buccaneer (1923)
- Секрет четырёх / The Secret Four (1921)
- Победить или умереть / Do or Die (1921)
- Король цирка / King of the Circus (1920)
- Писклявый и пронзительный / Squeaks and Squawks (1920)
- Дамы и стоматологи / Dames and Dentists (1920)
- Переключатели и сладости / Switches and Sweeties (1919)
- Помощники и модели / Mates and Models (1919)
- Сердечный Джек / The Jack of Hearts (1919)
- Боевое сердце / The Fighting Heart (1919)
- Его приятель / His Buddy (1919)
- Какая женщина? / Which Woman? (1918)